# Blackfang
Blackfang és un grup de música rap de Castelló de la Plana format per set músics amb arrels en el jazz i el funk. L'any 2020 fou mereixedor del Premi Ovidi Montllor al millor disc de hip-hop i electrònica.

## Components
- Sergi Bisbal (bateria)[4]
- Diego Barberà (baix)
- Joan Centelles (teclats)
- Bernat «Bernie» Fayos (saxo)
- Stephan Markgraf (trombó)
- Marc Agut (trompeta)
- Borja Ramírez «Calmoso» (veu)

## Discografia
- Fangtazztic! (Mésdemil, 2017)
- A foc lent (Ànima Records, 2019)[5]